# سارة إدواردز
سارة إدواردز (بالإنجليزية: Sarah Edwards)‏ هي ممثلة أمريكية وويلزية، ولدت في 11 أكتوبر 1881 في المملكة المتحدة، وتوفيت في 7 يناير 1965 بهوليوود في الولايات المتحدة.

## أعمال

### أفلام
- (1935) الملاك الداكن
- (1935) روجلز من ريد جاب
- (1936) زيجفيلد العظيم
- (1937) الحقيقة البشعة
- (1940) بداية العزف
- (1941) قدم واحدة في الجنة[3][4]
- (1946) إنها حياة رائعة[5]
- (1947) زوجة الأسقف[6][7]
- (2011) سرقة برج[8]
- (2013) حياة والتر ميتي السرية[9]
- (2014) سلاحف النينجا[10][11][12][13]
- (2016)  الخروج من الظلال[14][15][16][17]
- (2018) أوشنس 8

## وصلات خارجية
- سارة إدواردز على موقع IMDb (الإنجليزية)
- سارة إدواردز على موقع ألو سيني (الفرنسية)
- سارة إدواردز على موقع أول موفي (الإنجليزية)
- سارة إدواردز على موقع قاعدة بيانات برودواي على الإنترنت (الإنجليزية)
- سارة إدواردز على موقع قاعدة بيانات الأفلام السويدية (السويدية)
- سارة إدواردز على موقع قاعدة بيانات الفيلم (الإنجليزية)
- سارة إدواردز على موقع كينوبويسك (الروسية)